# Lepidodexia souzalopesi
Lepidodexia souzalopesi är en tvåvingeart som beskrevs av Andy Z. Lehrer 1995. Lepidodexia souzalopesi ingår i släktet Lepidodexia och familjen köttflugor. Inga underarter finns listade i Catalogue of Life.